# 南西アイスランド

南西アイスランド
Suðurnes

南西アイスランド（アイスランド語：Suðurnes、英語：Southern Peninsula）は、アイスランド南西に位置する地方である。16,000人以上の人口を擁し、アイスランドの中で人口密度が高い地域の一つである。
行政の中心地は7,000人の人口を擁するケプラヴィークで、10,000人以上の人口を目指すために、1995年に近郊のニャールズヴィーク(Njarðvík)と合併した。その結果、大レイキャヴィーク以外で2番目に大きい都市となった。
この地方には、アイスランドへの入口であるケフラヴィーク国際空港がある。また、ブルーラグーン温泉もある。